# تیم پاکسازی
تیم پاکسازی (به انگلیسی: The Clean Up Crew) یک فیلم اکشن، جنایی و دلهره‌آور آمریکایی محصول سال ۲۰۲۴ به نویسندگی متیو راجرز و کارگردانی جان کییز است. در این فیلم جاناتان ریس میرز، سوئن تمل، اکاترینا بیکر، ملیسا لیو و آنتونیو باندراس به ایفای نقش پرداخته‌اند.

## داستان
پس از اینکه یک تیم پاکسازی در صحنه جرم، کیفی پر از پول را پیدا می‌کنند، ناخواسته وارد جنگ با یک ارباب جنایتکار فاسد، قاتل، گانگستر و مأموران دولتی فاسد می‌شوند که همه آنها قصد دارند پول را پس بگیرند.

## ساخت
در آگوست ۲۰۲۲، اعلام شد که فیلمبرداری در ایرلند به پایان رسیده است. و میرز، لیو و باندراس برای بازی در این فیلم بازی کرده‌اند.

## انتشار
در ژانویه ۲۰۲۳، گزارش شد که صبان فیلمز حقوق توزیع جهانی را در همه مناطق به جز اسپانیا و ایتالیا به دست آورد. این فیلم به صورت ویدئو به‌درخواست در ۲۰ اوت ۲۰۲۴ منتشر شد.

## بازخوردها
هوپ مدن در نقد منفی خود نوشت: «تیم پاکسازی یک کمدی است که خنده‌دار نیست، یک فیلم هیجان‌انگیز بدون هیجان، و یک فیلم اکشن متوسط که به‌طور سرگیجه‌آوری برای چند بازیگری که لایق بهتری هستند، به هم وصل شده‌اند.»